# Kleszczele (gromada)
Kleszczele – dawna gromada, czyli najmniejsza jednostka podziału terytorialnego Polskiej Rzeczypospolitej Ludowej w latach 1954–1972.
Gromady, z gromadzkimi radami narodowymi (GRN) jako organami władzy najniższego stopnia na wsi, funkcjonowały od reformy reorganizującej administrację wiejską przeprowadzonej jesienią 1954 do momentu ich zniesienia z dniem 1 stycznia 1973, tym samym wypierając organizację gminną w latach 1954–1972.
Gromadę Kleszczele z siedzibą GRN w Kleszczelach utworzono – jako jedną z 8759 gromad – w powiecie hajnowskim w woj. białostockim, na mocy uchwały nr 16/V WRN w Białymstoku z dnia 4 października 1954. W skład jednostki weszły obszary dotychczasowych gromad Kleszczele i Dobrywoda ze zniesionej gminy Kleszczele w tymże powiecie. Dla gromady ustalono 19 członków gromadzkiej rady narodowej.
31 grudnia 1959 do gromady Kleszczele przyłączono obszar zniesionej gromady Dasze oraz wsie Saki, Suchowolce i Zaleszany ze zniesionej gromady Saki.
1 stycznia 1972 do gromady Kleszczele przyłączono wieś Toporki z gromady Dubicze Cerkiewne.
Gromada przetrwała do końca 1972 roku, czyli do kolejnej reformy gminnej. Z dniem 1 stycznia 1973 roku reaktywowano gminę Kleszczele.